# Hijra Farsi
Hijra Farsi is een geheimtaal dan wel sociale taalvariatie die wordt gesproken door de Zuid-Aziatische hijra-gemeenschappen. Hoewel de naam anders doet vermoeden, is de taal gebaseerd op het Hindoestani en niet op het Farsi. De zinsstructuur is eerder vergelijkbaar met die van het Urdu, hoewel er merkbare verschillen zijn.

## Achtergrond
Hijra's zijn een gemarginaliseerde transgendergemeenschap die leeft in afgezonderde groepen in veel steden van India, Pakistan en Bangladesh. Het Hijra Farsi wordt voornamelijk gesproken door islamitische hijra's; hindoe hijra's spreken de Gupti-taal (ook bekend als Ulti Bhasa) en de regionale dialecten.
Hoewel de taal niet op het Perzisch is gebaseerd, beschouwen de hijra's de taal als gerelateerd aan de taal van het Mogolrijk, die zij associëren met de oorsprong van de hijra-identiteit. Het Hijra Farsi lijkt het meest op Hindi, maar is niet verstaanbaar voor Hindi-sprekers. Dit komt door de kenmerkende intonatie en grote hoeveelheid onderscheidende woordenschat. Door de opdeling van India bevat de taal eveneens woorden uit Punjabi, Saraiki, Sindhi en andere talen.
Onbekend is wanneer en hoe het Hijra Farsi is ontstaan, maar er wordt over het algemeen aangenomen dat het meer dan 200 jaar geleden moet zijn geweest.
Het Hijra Farsi is een (later in het leven) aangeleerde taal, in tegenstelling tot een moedertaal. Het wordt geïntroduceerd bij nieuwkomers wanneer ze de hijra-gemeenschap betreden. Het hebben van een taal die een gemeenschapsgevoel creëert, is een noodzaak voor hijra's, die doorgaans veel opgeven wanneer ze lid worden van de gemeenschap.
De taal heeft geen schrift en het leerproces is informeel. Veel van de woordenschat heeft betrekking op handel, geld, rituelen, vloeken en seksualiteit. Er bestaan ook woorden in het Hijra Farsi waar geen equivalent voor bestaat in bijvoorbeeld het Urdu of Punjabi.
Onderzoekers lijken het niet met elkaar eens te zijn of het Hijra Farsi wel of niet als een echte taal moet worden beschouwd. Het is onbekend hoeveel sprekers er zijn.